# South Shore (Dacota do Sul)
South Shore é uma cidade  localizada no estado norte-americano de Dacota do Sul, no Condado de Codington.

## Demografia
Segundo o censo norte-americano de 2000, a sua população era de 270 habitantes.
Em 2006, foi estimada uma população de 260, um decréscimo de 10 (-3.7%).

## Geografia
De acordo com o United States Census Bureau tem uma área de
3,6 km², dos quais 3,6 km² cobertos por terra e 0,0 km² cobertos por água. South Shore localiza-se a aproximadamente 572 m acima do nível do mar.

## Localidades na vizinhança
O diagrama seguinte representa as localidades num raio de 24 km ao redor de South Shore.